# Анаба
Анаба (арап. عنابة‎, фр. Annaba, Bône) је медитерански лучки град у североисточном Алжиру. Налази се 158 километара североисточно од Константина, и око 100 километара западно од границе Туниса. Према процени из 2008. године има 207.617 становника и четврти је по величини град у земљи. 
Град су вероватно основали Феничани у 12. веку п. н. е. У римско доба звао се Hippo Regius.